# 方方 (银行家)
方方（1964年—），中华人民共和国银行家、前摩根大通亞洲區副主席、中國區董事總經理、行政總裁，香港華菁會主席，第十二屆全國政協委員，代表中华全国青年联合会。
女兒方筠琳，北京德威英国国际学校。

## 生平
方方1984年入讀清華大學經濟管理學院，曾任學生會主席。1991年赴美留學。1993年於美林證券工作。2000年加入摩根大通，2003年任中國區董事總經理，後出任摩根大通亞洲區副主席。
2013年任香港特區策略發展委員會委員、中央政策組非全職顧問。
2014年遭香港廉政公署調查，涉代表摩根大通不當聘用中國政府官員子女獲得項目，后該調查並未立案。美联储在2017年3月寻求就亚洲“雇佣门”丑闻对摩根大通两名前高管，包括摩根大通前亚洲区副主席兼中国CEO方方，作出终身禁止从事银行业的处罚，并对方方处以100万美元罚款。 